# Assassinio di Spencer Perceval
L'assassinio di Spencer Perceval, primo ministro del Regno Unito di Gran Bretagna e Irlanda, avvenne l'11 maggio 1812, alle ore 17:15. Il politico fu ucciso nell'atrio della Camera dei Comuni da John Bellingham, un mercante di Liverpool che nutriva rancori nei confronti del governo. Bellingham fu arrestato; quattro giorni dopo l'omicidio, fu processato e condannato a morte. Fu impiccato nella prigione di Newgate il 18 maggio, una settimana dopo l'assassinio e un mese prima dell'inizio della Guerra del 1812. Perceval rimane l'unico primo ministro britannico ad essere mai stato assassinato.
Perceval aveva guidato il governo conservatore dal 1809, durante una fase critica delle guerre napoleoniche. La sua determinazione a portare avanti la guerra con le misure più dure possibili causò povertà e disordini diffusi sul fronte interno. La notizia della sua morte fu quindi motivo di gioia nelle zone più colpite del Paese. Nonostante i timori iniziali che l'assassinio potesse essere collegato a una rivolta generale, divenne in seguito evidente che Bellingham aveva agito da solo, protestando contro il mancato risarcimento da parte del governo per il trattamento riservatogli qualche anno prima, quando era stato imprigionato in Russia per un debito commerciale. La mancanza di rimorso da parte di Bellingham e l'apparente certezza che il suo gesto avesse un movente sollevarono dubbi sulla sua sanità mentale, ma al processo fu giudicato legalmente responsabile delle sue azioni.
Dopo la morte di Perceval, il Parlamento elargì generosi risarcimenti alla vedova e ai figli e approvò l'erezione di monumenti in suo onore. In breve tempo, però, il suo operato in qualità di primo ministro fu dimenticato e le sue politiche ribaltate. Perceval è generalmente più conosciuto per la causa della sua morte che per i suoi successi. Nel tempo a venire, gli storici definirono il processo e l'esecuzione affrettata di Bellingham come contrari ai principi di giustizia. La possibilità che egli agisse nell'ambito di una cospirazione, per conto di un consorzio di commercianti di Liverpool ostili alle politiche economiche di Perceval, è stata oggetto di uno studio del 2012.

## Il fatto
Spencer Perceval nacque il 1 novembre 1762, secondo figlio del secondo matrimonio di John Perceval, secondo conte di Egmont. Frequentò la Harrow School e, nel 1780, entrò al Trinity College di Cambridge, dove divenne un celebre studioso e vinse diversi premi. Profondamente religioso sin da giovane, si avvicinò all'evangelismo a Cambridge e rimase fedele per tutta la vita. Essendo secondogenito, per Perceval la prospettiva di ereditare il patrimonio familiare era improbabile, per cui dovette guadagnarsi da vivere. Dopo aver lasciato Cambridge nel 1783, entrò al Lincoln's Inn per formarsi come avvocato. Dopo essere entrato nell'albo degli avvocati nel 1786, Perceval si unì al Midland Circuit, dove i suoi legami familiari lo aiutarono ad acquisire una redditizia attività. Nel 1790 sposò Jane Wilson. Il matrimonio si rivelò felice e prolifico; dodici figli (sei maschi e sei femmine) nacquero nei quattordici anni successivi.
La politica di Perceval era fortemente conservatrice e si guadagnò una nomea per i suoi attacchi al radicalismo. Si fece notare da politici di alto rango nei processi a Thomas Paine e John Horne Tooke. Nel 1796, dopo aver rifiutato l'incarico di Capo segretario per l'Irlanda, Perceval fu eletto al Parlamento come membro dei Tories per Northampton e ottenne consensi nel 1798 con un discorso in difesa del governo di William Pitt contro gli attacchi dei radicali Charles James Fox e Francis Burdett.

### Tempi difficili
Il governo di Perceval fu indebolito dal rifiuto di servire di ex ministri come George Canning e William Huskisson. Affrontò enormi problemi in un periodo di notevole agitazione industriale e in un momento basso della guerra contro Napoleone. La fallita campagna di Walcheren nei Paesi Bassi si stava sgretolando, e l'esercito di Sir Arthur Wellesley, il futuro duca di Wellington, fu bloccato in Portogallo. All'inizio del suo ministero Perceval godeva del forte sostegno di re Giorgio III, ma nell'ottobre 1810 il re cadde nella follia e fu permanentemente inabile. Il rapporto di Perceval con il principe di Galles, che divenne principe reggente, fu inizialmente molto meno cordiale, ma nei mesi successivi lui e Perceval stabilirono una ragionevole affinità, forse motivata in parte dal timore del principe che il re potesse riprendersi e trovare il suo statista preferito deposto.
Quando le ultime forze britanniche si ritirarono da Walcheren nel febbraio 1810, la forza di Wellington in Portogallo era l'unica presenza militare della Gran Bretagna nel continente europeo. Perceval insistette affinché rimanesse lì, contro il parere della maggior parte dei suoi ministri e a caro prezzo per l'erario britannico. Alla fine questa decisione fu rivendicata, ma per il momento la sua arma principale contro Napoleone furono gli Ordini del Consiglio del 1807, ereditati dal precedente ministero. Questi erano stati emessi come risposta tit-for-tat al Sistema Continentale di Napoleone, una misura progettata per distruggere il commercio estero della Gran Bretagna. Gli Ordini consentivano alla Royal Navy di trattenere qualsiasi nave che si pensasse trasportasse merci in Francia o nei suoi alleati continentali. Con entrambe le potenze in guerra che impiegavano strategie simili, il commercio mondiale si ridusse, portando a diffuse difficoltà e insoddisfazione nelle principali industrie britanniche, in particolare tessili e cotone. Ci furono frequenti richieste di modifica o abrogazione degli Ordini, che danneggiarono i rapporti con gli Stati Uniti al punto che, all'inizio del 1812, le due nazioni erano sull'orlo della guerra.

## John Bellingham

### Primi anni di vita
John Bellingham nacque intorno al 1770, nella contea di Huntingdonshire. Suo padre, anch'egli di nome John, era un agente immobiliare e dipingeva ritratti in miniatura. Sua madre Elizabeth proveniva da una famiglia benestante di Huntingdonshire. Nel 1779, John senior si ammalò di mente e, dopo essere stato rinchiuso in un manicomio, morì nel 1780 o 1781. La famiglia fu poi accudita da William Daw, cognato di Elizabeth, un ricco avvocato che organizzò la nomina di Bellingham come cadetto ufficiale a bordo della nave Hartwell della Compagnia delle Indie Orientali. Durante il tragitto verso l'India, la nave si ammutinò e naufragò al largo delle isole di Capo Verde; Bellingham sopravvisse e tornò a casa. Daw lo aiutò quindi ad avviare un'attività come produttore di latta a Londra, ma dopo alcuni anni l'attività fallì e Bellingham fu dichiarato fallito nel 1794. Sembra che Bellingham sia riuscito a fuggire dalla prigione per debiti, forse grazie all'ulteriore intervento di Daw.

### In Russia

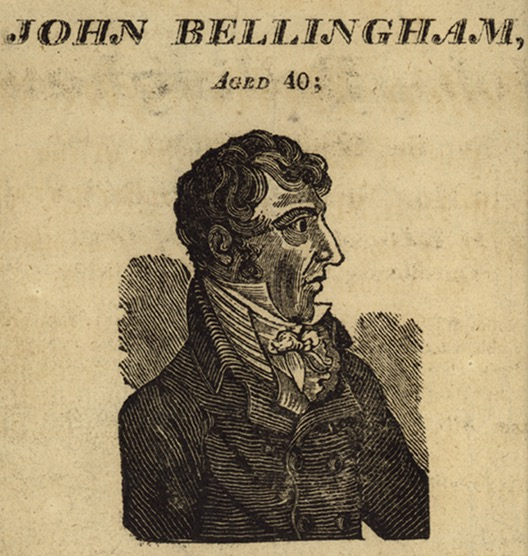
Un'incisione contemporanea di John Bellingham

Nel 1804 Bellingham tornò ad Archangelsk per supervisionare un'importante impresa commerciale, accompagnato da Mary e dal loro figlio neonato. Conclusi i suoi affari, a novembre si preparò a tornare a casa, ma fu trattenuto a causa di un presunto debito non pagato. Ciò derivava dalle perdite subite da un socio in affari per le quali Bellingham era ritenuto responsabile. Bellingham negò ogni responsabilità per il debito; la sua detenzione, pensò, era un atto di vendetta da parte di potenti mercanti russi che, erroneamente, pensavano che avesse frustrato una richiesta di risarcimento assicurativo relativa a una nave perduta. Due arbitri nominati dal governatore di Archangelsk stabilirono che era responsabile di una somma di 2.000 rubli (circa £ 200), una frazione dell'importo originale richiesto. Bellingham respinse questa sentenza.
Con la questione ancora irrisolta, Bellingham ottenne dei lasciapassare per lui e la sua famiglia per recarsi nella capitale russa, San Pietroburgo. Nel febbraio 1805, mentre si preparavano a partire, il lasciapassare di Bellingham fu revocato; a Mary e al bambino fu permesso di procedere, ma lui fu arrestato e imprigionato ad Archangelsk. Quando cercò aiuto da Lord Granville Leveson-Gower, l'ambasciatore britannico a San Pietroburgo, la questione fu gestita dal console britannico, Sir Stephen Shairp, che informò Bellingham che poiché la disputa riguardava un debito civile, non poteva interferire. Bellingham rimase in custodia ad Archangelsk fino al novembre 1805, quando un nuovo governatore della città ordinò il suo rilascio e gli permise di raggiungere Mary a San Pietroburgo. Qui, invece di organizzare il rapido ritorno della sua famiglia in Inghilterra, Bellingham accusò le autorità di Archangelsk di falsa prigionia e chiese un risarcimento. Così facendo oltraggiò le autorità russe, che nel giugno 1806 ordinarono la sua prigionia. Secondo il suo racconto successivo, Bellingham "spesso veniva condotto pubblicamente attraverso la città con bande di criminali e criminali della peggiore specie [con] la straziante umiliazione di se stesso".

### Cercare un risarcimento
Al suo ritorno in Inghilterra, Bellingham trascorse sei mesi a Londra, cercando un risarcimento per la prigionia e le perdite finanziarie subite in Russia. Riteneva che le autorità britanniche fossero responsabili per la loro negligenza nei confronti delle sue ripetute richieste di aiuto. Successivamente presentò una petizione al Foreign Office, al Treasury, al Privy Council e allo stesso Perceval; in ogni caso le sue richieste furono cortesemente respinte. Sconfitto ed esausto, nel maggio 1811 Bellingham accettò l'ultimatum della moglie di abbandonare la sua campagna o altrimenti perdere lei e la sua famiglia. La raggiunse a Liverpool per iniziare una nuova vita.
Durante i successivi diciotto mesi, Bellingham lavorò per ricostruire la sua carriera commerciale con modesto successo. Mary continuò a lavorare come modista. Il fatto che non fosse stato risarcito continuò a irritarlo. Nel dicembre 1811 Bellingham tornò a Londra, apparentemente per condurre affari lì, ma in realtà per riprendere la sua campagna per un risarcimento. Fece una petizione al Principe Reggente prima di riprendere i suoi sforzi con il Consiglio Privato, il Ministero degli Interni e il Tesoro, solo per ricevere gli stessi cortesi rifiuti di prima. Quindi inviò una copia della sua petizione a ogni membro del Parlamento, ancora una volta senza alcun risultato.

## Assassinio

### Camera dei Comuni, 11 maggio 1812

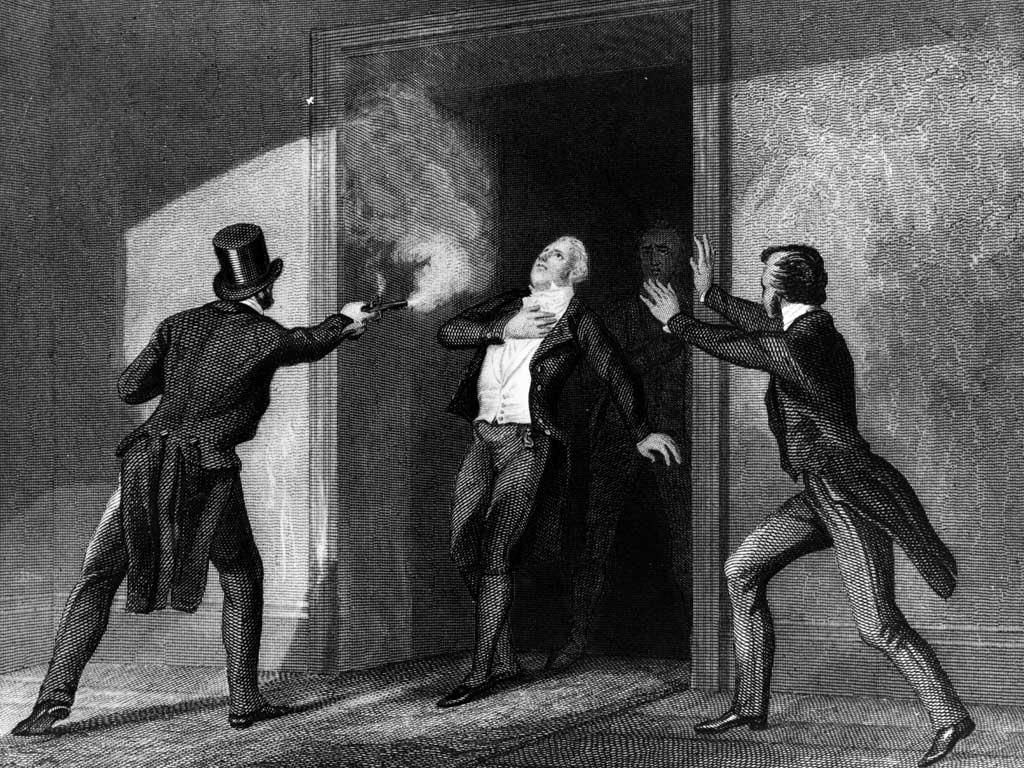
Rappresentazione artistica dell'assassinio di Perceval, 11 maggio 1812

La presenza di Bellingham nella hall della Camera dei Comuni l'11 maggio non suscitò particolari sospetti; aveva fatto diverse visite di recente, a volte chiedendo ai giornalisti di confermare l'identità di specifici ministri. Le attività di Bellingham svoltesi in precedenza quel giorno non indicavano apertamente un uomo che stava preparando misure disperate. Aveva trascorso la mattinata scrivendo lettere e visitando la socia in affari di sua moglie, Mary Stevens, che si trovava a Londra in quel momento. Nel pomeriggio aveva accompagnato la sua padrona di casa e suo figlio in una visita al Museo europeo, nel quartiere di St James a Londra. Da lì si era diretto da solo al Palazzo di Westminster, arrivando nella hall poco prima delle cinque.
Alla Camera, quando la sessione iniziò alle 16:30, il parlamentare Whig Henry Brougham, uno dei principali oppositori degli Ordini del 1807, attirò l'attenzione sull'assenza di Perceval e osservò che avrebbe dovuto essere lì. Fu inviato un messaggero a prendere Perceval da Downing Street, ma lo incontrò in Parliament Street (Perceval aveva deciso di camminare e rinunciare alla sua solita carrozza) mentre si dirigeva alla Camera, dove arrivò verso le 17:15. Quando Perceval entrò nell'atrio, fu affrontato da Bellingham che, estraendo una pistola, sparò al primo ministro al petto. Perceval barcollò in avanti di qualche passo ed esclamò: "Sono assassinato!" prima di cadere a faccia in giù ai piedi di William Smith, il parlamentare di Norwich. (Si è anche riferito che Perceval aveva detto "Omicidio" o "Oh mio Dio".) Smith si rese conto che la vittima era Perceval solo quando girò il corpo a faccia in su, avendo inizialmente pensato che fosse il suo amico William Wilberforce, un parlamentare dello Yorkshire, che era stato colpito.Quando fu portato negli alloggi adiacenti del Presidente e appoggiato su un tavolo con i piedi su due sedie, Perceval era privo di sensi, sebbene ci fosse ancora un debole polso. Quando un chirurgo arrivò pochi minuti dopo, il polso si era fermato e Perceval fu dichiarato morto.

### Reazioni
Le notizie dell'assassinio si diffusero rapidamente; nella sua storia dell'epoca, Arthur Bryant registra la cruda gioia con cui la notizia fu accolta dai lavoratori affamati che non avevano ricevuto altro che sofferenze dal governo di Perceval. Il libellista William Cobbett, all'epoca imprigionato per diffamazione sediziosa, comprese i loro sentimenti; la sparatoria, scrisse, li aveva "liberati di uno che consideravano il leader tra coloro che pensavano totalmente intenzionati a distruggere le loro libertà". Le scene fuori dal Palazzo di Westminster mentre Bellingham veniva portato via per essere trasferito a Newgate erano coerenti con questo stato d'animo; Samuel Romilly, il riformatore del diritto e parlamentare di Wareham, udì dalla folla riunita "le più selvagge espressioni di gioia ed esultanza ... accompagnate dal rammarico che altri, e in particolare il procuratore generale, non avessero condiviso la stessa sorte".

## In tribunale
Un'inchiesta sulla morte di Perceval si tenne il 12 maggio, presso il pub Rose and Crown in Downing Street. Tra coloro che fornirono testimonianza c'erano Gascoyne, Smith e Joseph Hume, un medico e parlamentare radicale. Hume aveva aiutato a trattenere Bellingham e ora testimoniò che dal suo comportamento controllato dopo la sparatoria, sembrava "perfettamente sano di mente". Il coroner registrò debitamente la causa della morte come "omicidio volontario da parte di John Bellingham". Armato di questo verdetto, il procuratore generale, Sir Vicary Gibbs, chiese al Lord Chief Justice di organizzare il processo il prima possibile.
Nella prigione di Newgate, Bellingham fu interrogato dai magistrati. Il suo comportamento calmo e la sua compostezza li portarono, a differenza di Hume, a dubitare della sua sanità mentale, sebbene i suoi custodi non avessero osservato segni di comportamento squilibrato. James Harmer, l'avvocato di Bellingham, sapeva che la pazzia avrebbe fornito l'unica difesa concepibile per il suo cliente, e inviò degli agenti a Liverpool per fare delle indagini. Mentre attendeva i loro rapporti, apprese da un informatore che il padre di Bellingham era morto pazzo; ascoltò anche le prove del suo presunto squilibrio da Ann Billett, la cugina del prigioniero, che lo conosceva fin dall'infanzia.

### Processo
Il processo di Bellingham iniziò all'Old Bailey venerdì 15 maggio 1812, sotto la presidenza del giudice Sir James Mansfield, giudice capo della Corte di Common Pleas. Il team dell'accusa era guidato dal procuratore generale, Gibbs, i cui assistenti includevano William Garrow, egli stesso un futuro procuratore generale. Dopo che Brougham aveva rifiutato, Bellingham fu rappresentato da Alley, assistito da Henry Revell Reynolds. La legge a quel tempo limitava il ruolo dell'avvocato difensore nei casi di pena capitale; potevano fornire consulenza su questioni di diritto e potevano esaminare e controinterrogare i testimoni, ma altrimenti Bellingham avrebbe dovuto presentare la propria difesa.
Dopo che Bellingham si era dichiarato non colpevole, Alley chiese un rinvio per dargli il tempo di trovare testimoni che potessero attestare la follia del prigioniero. Gibbs si oppose a questa affermazione, ritenendola un mero stratagemma per ritardare la giustizia; Mansfield fu d'accordo e il processo proseguì.
Dopo aver descritto la sparatoria, Gibbs ha escluso la possibilità di follia, sostenendo che Bellingham era, al momento del fatto, pienamente in controllo delle sue azioni. Numerosi testimoni oculari hanno testimoniato ciò che avevano visto nell'atrio della Camera dei Comuni. La corte ha anche ascoltato un sarto che, poco prima dell'attacco, aveva, su istruzioni di Bellingham, modificato il cappotto di quest'ultimo aggiungendo una speciale tasca interna, in cui Bellingham aveva nascosto le sue pistole.

### Verdetto e sentenza
La giuria si ritirò e, nel giro di quindici minuti, tornò con un verdetto di colpevolezza. Bellingham sembrò sorpreso ma, dal resoconto processuale contemporaneo di Thomas Hodgson, era calmo, "senza alcuna dimostrazione di quella preoccupazione che la terribile situazione era calcolata per produrre".

### Esecuzione
L'esecuzione di Bellingham fu fissata per la mattina di lunedì 18 maggio. Il giorno prima, ricevette la visita del reverendo Daniel Wilson, curato della cappella di St John, Bedford Row, un futuro vescovo di Calcutta che sperava che Bellingham avrebbe mostrato un vero pentimento per il suo atto. Il sacerdote rimase deluso, concludendo che "un esempio più terribile di depravazione e durezza di cuore non si è mai verificato". Domenica sera, Bellingham scrisse un'ultima lettera alla moglie, in cui sembrava sicuro della destinazione della sua anima: "Ancora nove ore mi porteranno a quelle felici rive dove la beatitudine è senza lega".
Grandi folle si radunarono fuori dalla prigione di Newgate il 18 maggio; una forza di truppe rimase lì, poiché erano stati ricevuti avvertimenti di un movimento "Rescue Bellingham". La folla era calma e contenuta, come lo era Bellingham quando apparve al patibolo poco prima delle 8. Hodgson registra che Bellingham salì i gradini "con la massima celerità ... il suo passo era audace e fermo ... non apparve alcuna indicazione di tremore, esitazione o irresolutezza".

## In ricordo

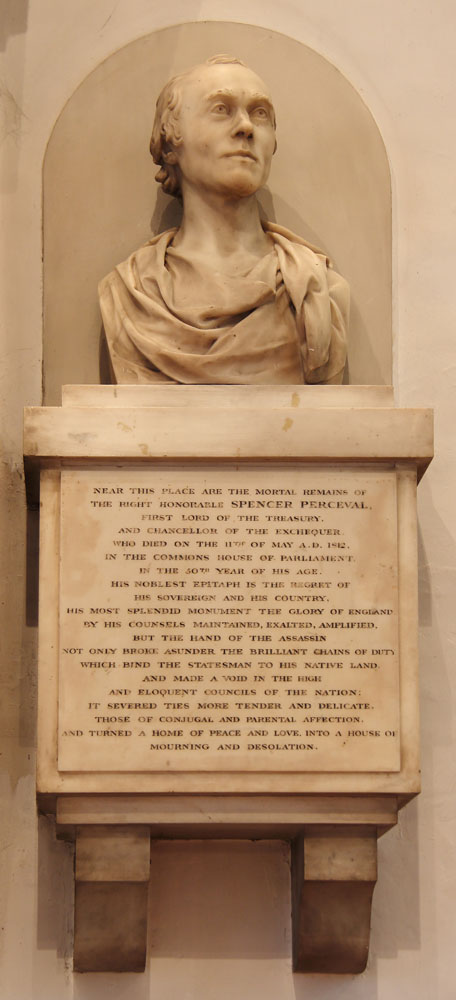
Monumento commemorativo a Spencer Perceval nella Chiesa di San Luca, dove fu sepolto

Il 15 maggio, la Camera dei Comuni votò per l'erezione di un monumento al primo ministro assassinato nell'Abbazia di Westminster. In seguito, furono collocati dei memoriali a Lincoln's Inn e nella circoscrizione di Northampton di Perceval. C'è anche un memoriale per Perceval nella chiesa di St Luke, a Charlton, dove fu sepolto, sotto forma di un busto e dello stemma di suo fratello con lo stemma di Perceval.
L'8 giugno, il Reggente nominò Lord Liverpool a capo di una nuova amministrazione Tory. Nonostante i loro elogi funebri al loro leader deceduto, i membri del nuovo governo iniziarono presto a prendere le distanze dal suo ministero. Molti dei cambiamenti a cui Perceval si era opposto furono gradualmente introdotti: maggiore libertà di stampa, emancipazione cattolica e riforma parlamentare.